# هنري جي. كونور
هنري جي. كونور (بالإنجليزية: Henry G. Connor)‏ هو قاضي ومحامي وسياسي أمريكي، ولد في 3 يوليو 1852، وتوفي في 23 نوفمبر 1924. انتخب عضو مجلس ولاية كارولاينا الشمالية.